# Windmolen van Elene
De windmolen van Elene is een voormalige windmolen aan de Holleweg in Elene, deelgemeente van de Belgische stad Zottegem. De molen werd gebouwd in 1762 en is een stenen grondzeiler die diende als olie- en korenmolen. De huidige molen werd gebouwd als vervanging voor de molen die in 1677 tijdens een inval van de Fransen werd verwoest. Keizerin Maria Theresia van Oostenrijk verleende op 25 februari 1762 toestemming aan Pieter Emanuel Joseph d'Hane. De molen is een zetelkruier met een kruiwerk op ijzeren ballen. De molen werd gebruikt tot 1923 en werd in 1979 als monument en als dorpsgezicht beschermd. In 1984 werden instandhoudingswerken uitgevoerd. Sinds 2013 is de vervallen molen eigendom van baron della Faille d'Huysse die het Kasteel van Leeuwergem bezit. In 2022 werd het metselwerk hersteld.

## Afbeeldingen

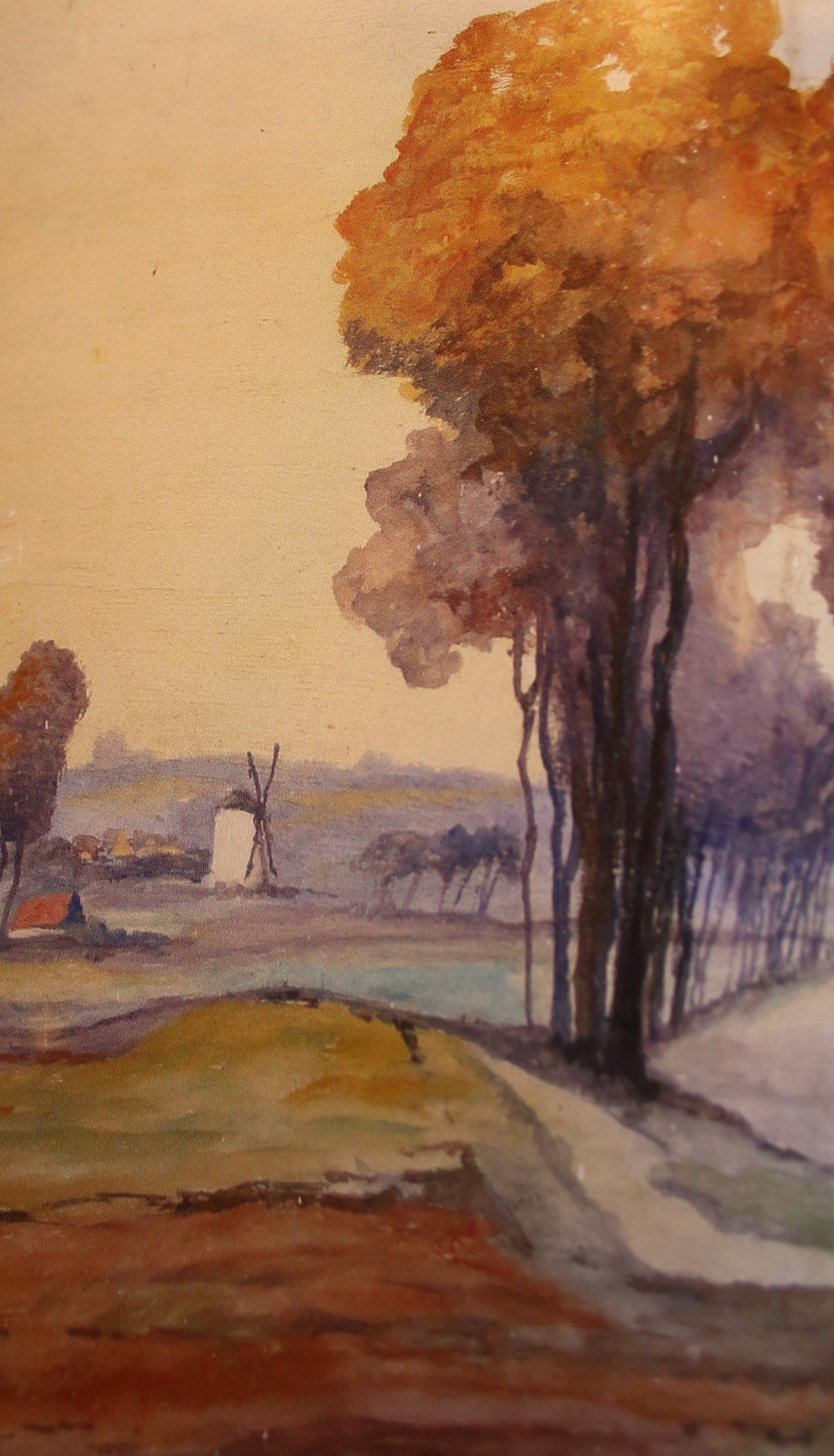
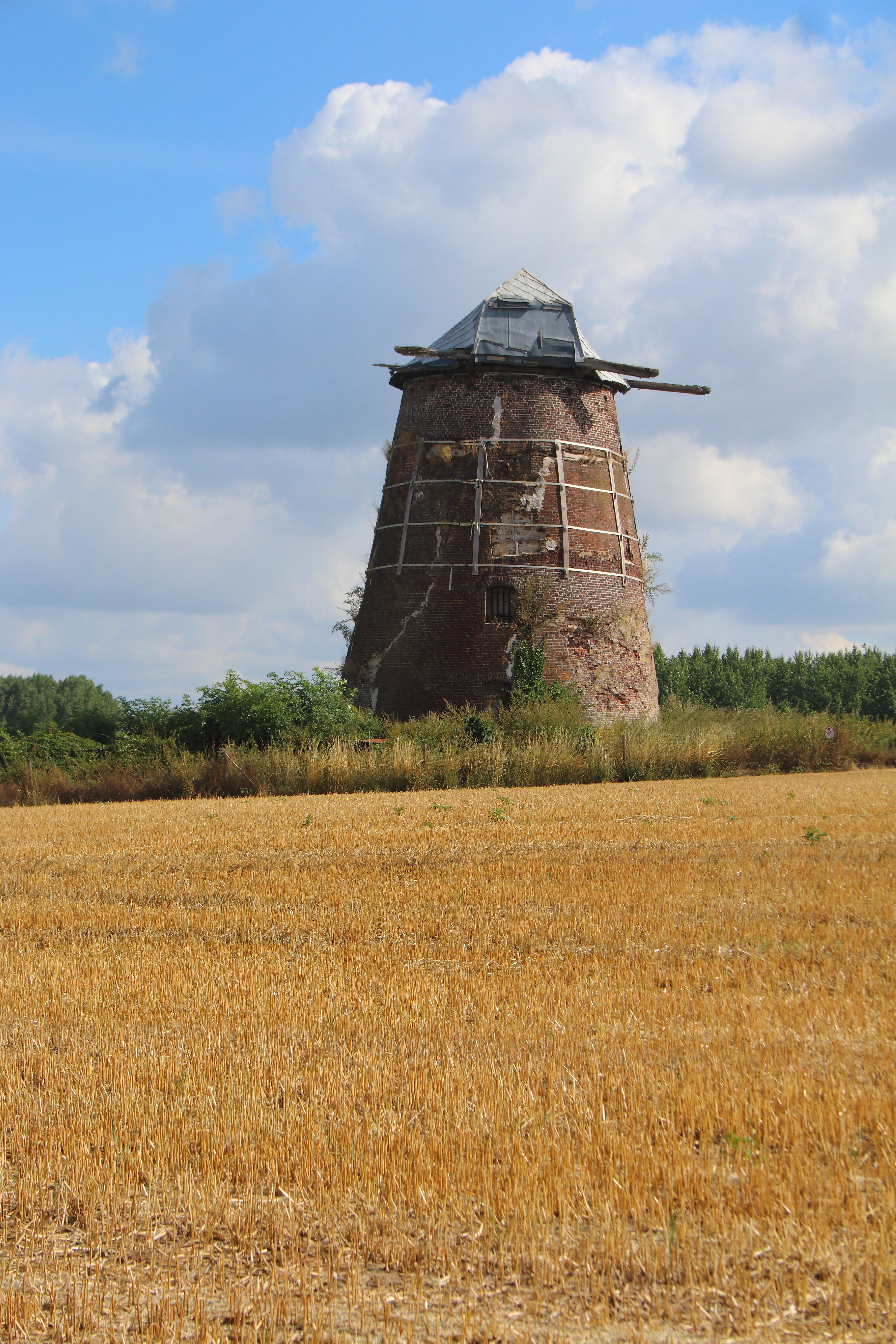
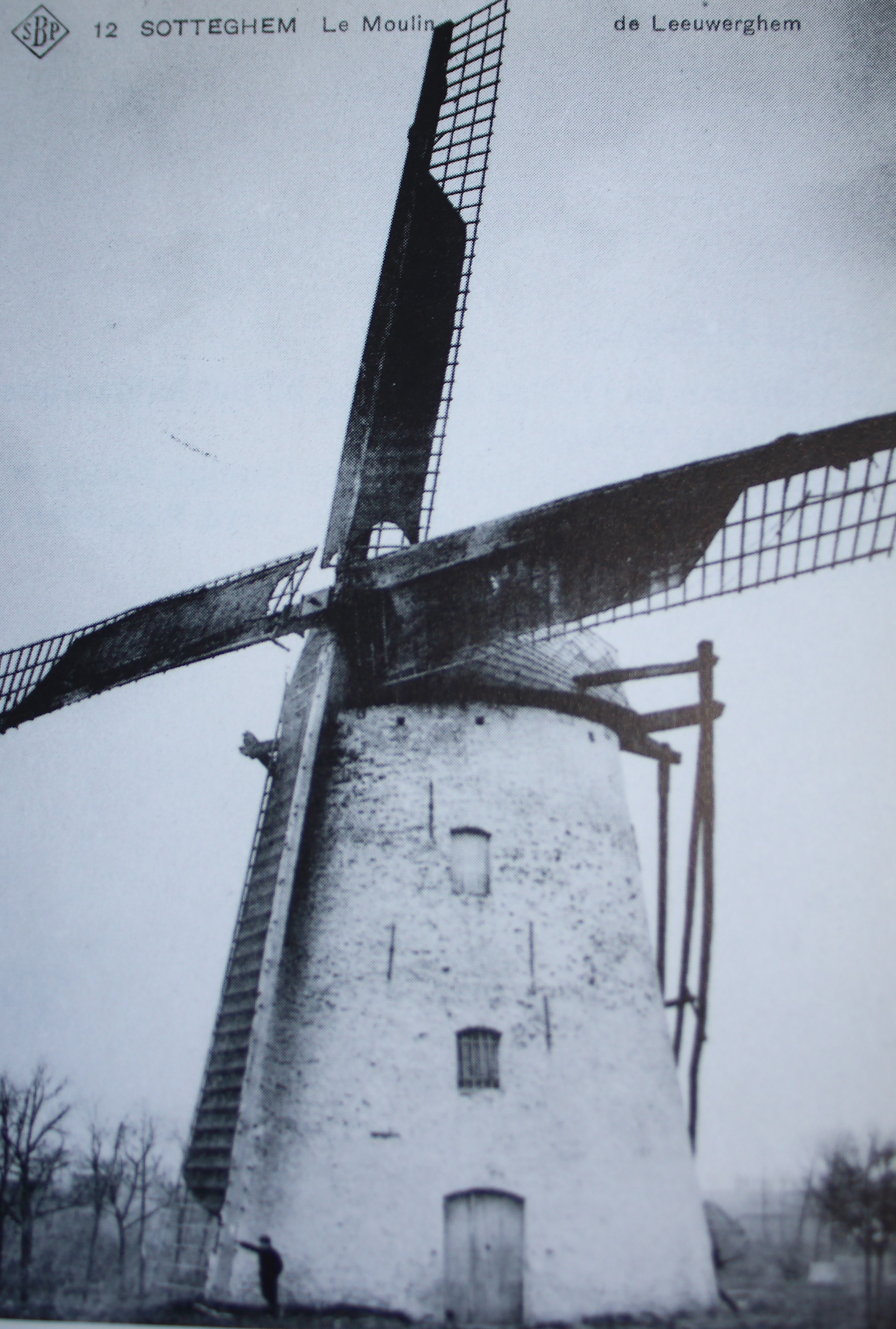
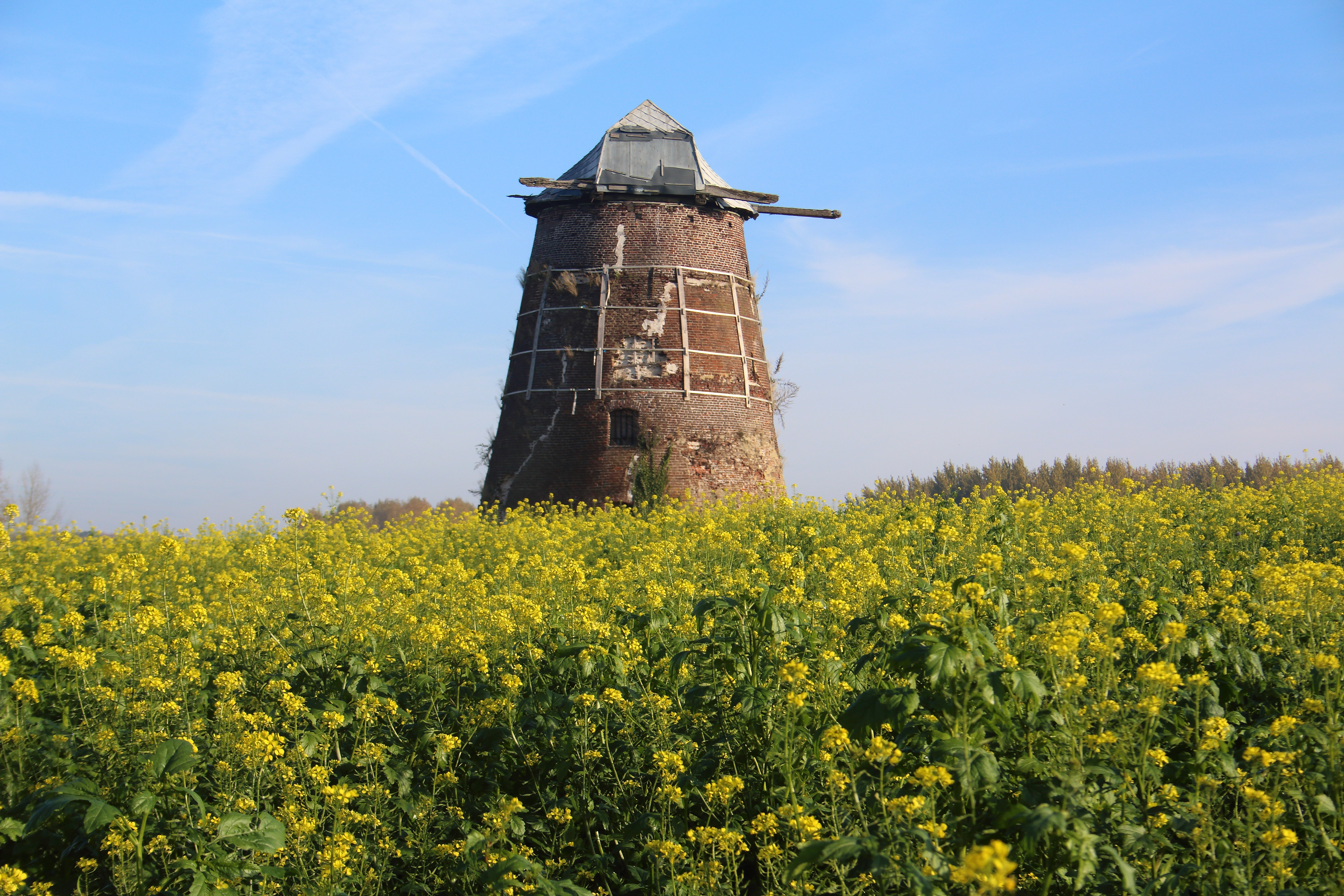
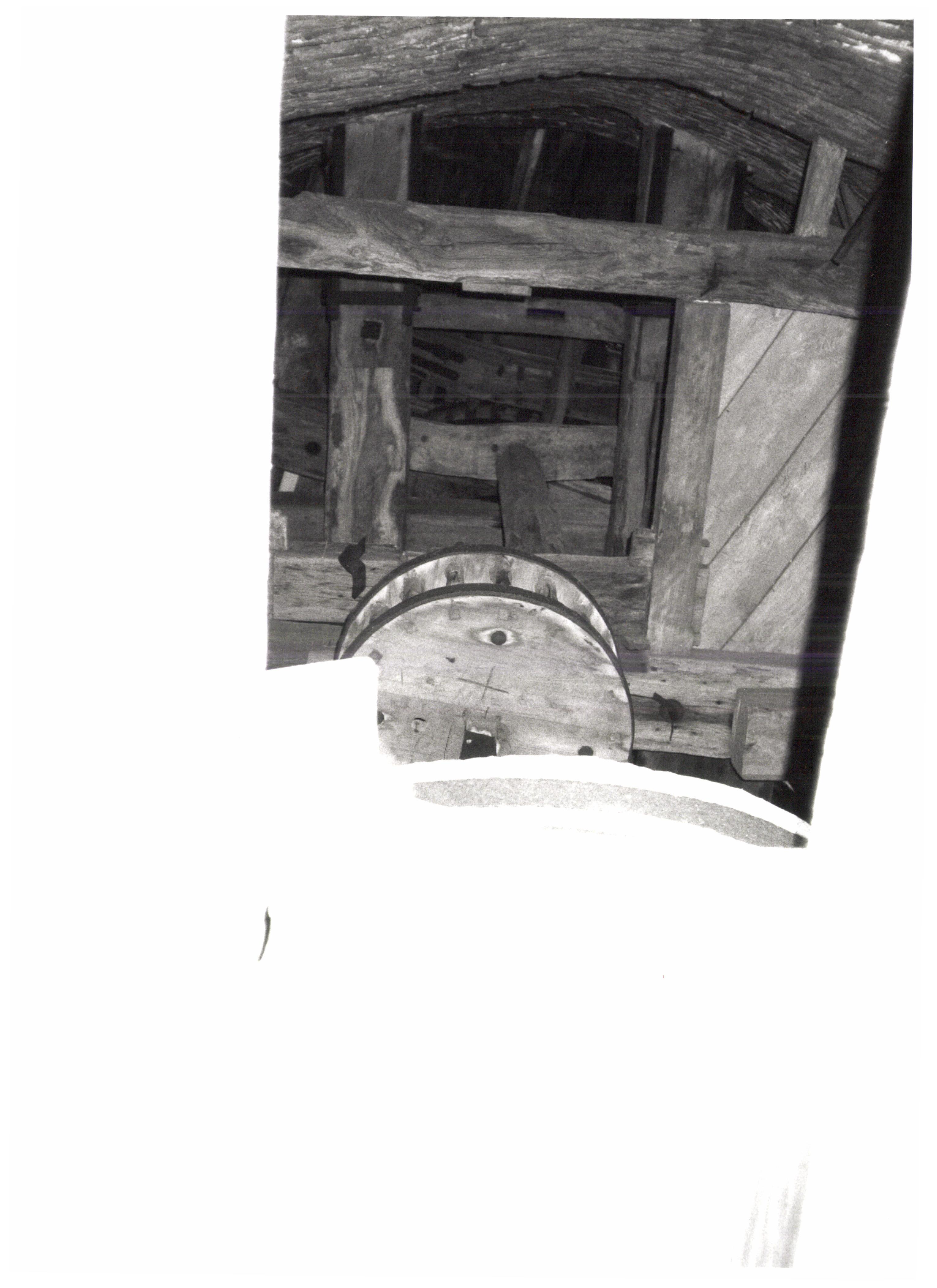
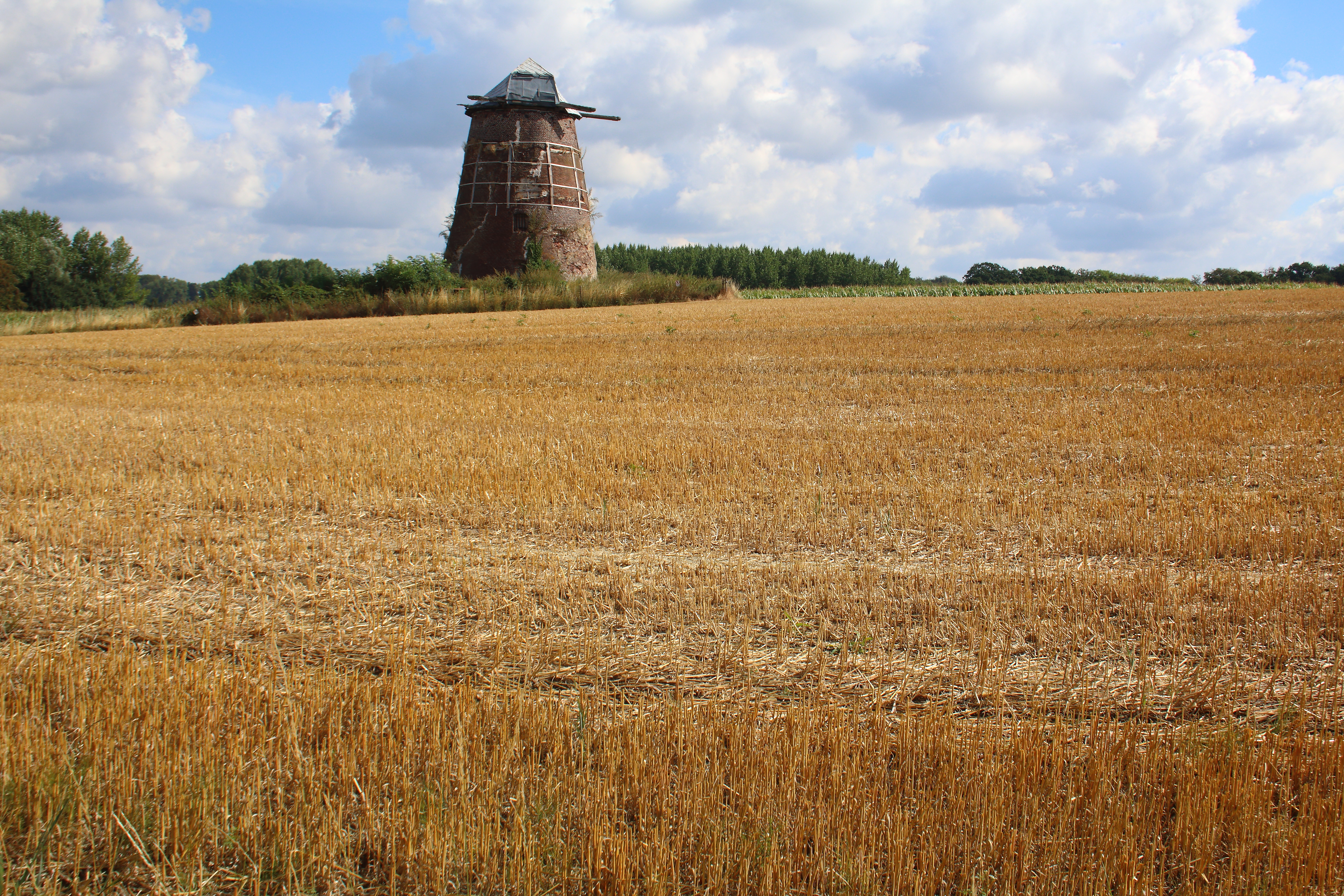
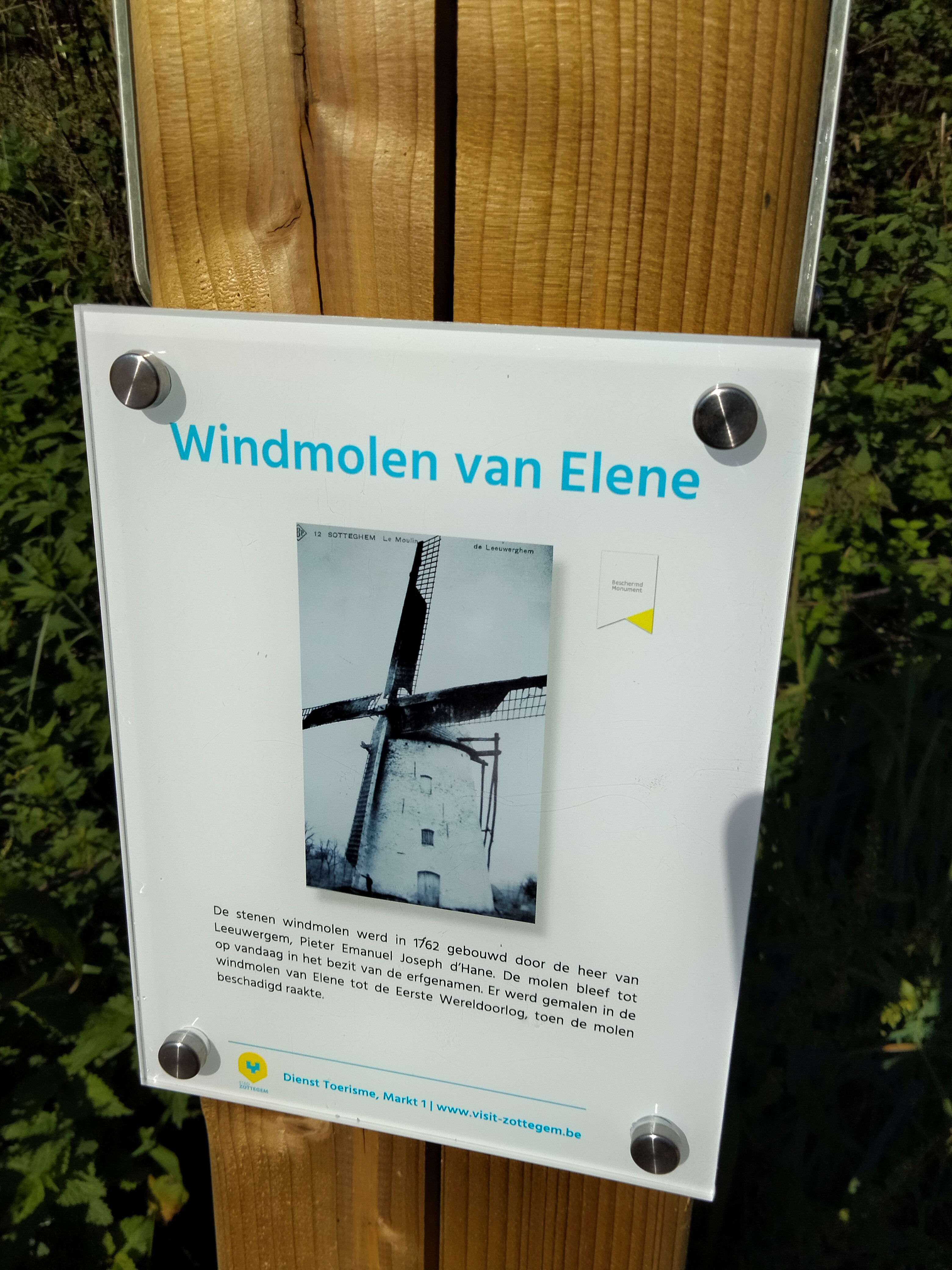